# Дереґа Ярослав Степанович
Яросла́в Степа́нович Дере́ґа (Дерега) (*15 липня 1955, Львів) — український мовознавець, журналіст, публіцист, педагог, синолог, поліглот.

## Біографія
Народився у Львові. Закінчив львівську СШ № 44. Закінчив Львівський університет імені Івана Франка, факультет іноземних мов. Вивчав китайську мову в Москві на спецкурсах та в Пекіні.

## Діяльність
Розробив власну оригінальну методику вивчення іноземних мов «Мова як текстуальний жест». Цей методичний напрям пройшов апробацію в Кембриджському університеті, як єдино-природний метод вивчення іноземних мов.
Понад 30 років практикував свою методику в школах, мовних курсах, дитячих садках та в Національному Університеті «Львівська Політехніка».
Заснував і керував першим і єдиним в Україні і у світі багатомовним навчальним театром «Фієста» (1994–2001), де на основі авторської методики «Мова як текстуальний жест» і діти, і дорослі могли вивчати одночасно кілька іноземних мов (спершу італійську+англійську+китайську, далі додаються почергово французька, німецька, іспанська).
Уклав перший в Україні підручник з китайської мови «Китайська грамота для дорослих» (2006 р.). Книга стала лауреатом 13 Міжнародного Форуму Видавців у Львові 2006 року. Це найбільший у світі підручник з китайської мови не тільки за кількістю сторінок (924 стор.), але й за обсягом дидактичної інформації (до 4 тисяч ієрогліфів). Особливістю книги є те, що поряд зі звичайними темами для вивчення іноземної мови, як-то побут, спорт, історія тощо, подано теми китайська релігія, китайська філософія, китайське мистецтво кохання з унікальними стародавніми китайськими ілюстраціями в повноколірному друці. Окремий розділ підручника присвячено обсценній лексиці сучасної розмовної китайської мови, без якої в щоденному житті не обходиться жоден китаєць, адже в Китаї існує інше, відмінне від Західного, ставлення до такої лексики. В цьому першому із серії підручників іноземних мов автор втілив свою ідею про те, що окрім підручників для дітей, школярів, студентів та широкого загалу користувачів, повинні бути й підручники навмисно для дорослих, в яких потрібно давати опис мови в усіх її аспектах, зокрема розмовний сленг та побутова нецензурна табуйована лексика. Одразу після виходу в світ книга отримала двоякі відгуки: звинувачення у відвертій порнографії та ігнорування з одного боку (здебільшого у Львові, де й донині багато книгарень відмовляються продавати цю книгу) та повне схвалення з іншого (одним з головних захисників книги був академік Мирослав Попович.).
Уклав (разом із сином Роксоланом) перший в Україні підручник з китайської мови для всіх охочих «Китайська грамота для дітей від 9 до 209» (2009 р.), номінований на найкращу книгу року на Всеукраїнському конкурсі книжок, який проводить газета «Україна молода» разом із Інститутом Літератури ім. Т. Г. Шевченка.
Уклав (разом із сином Роксоланом) перший в Україні і перший у світі підручник з китайської мови для дошкільнят «Знаки неба» (2010 р.), який став лауреатом 17 Міжнародного Форуму Видавців 2010 року у Львові, був номінований на кращу книгу року на Всеукраїнському конкурсі книжок.
Створив (разом з сином Роксоланом) перший в Україні і перший у світі журнальний курс китайської мови для дітей в дитячому журналі «Професор Крейд» (2010, № 1-6).
У 2006 році опублікував педагогічно-соціологічне дослідження «Євангеліє від дитинства». Автор аргументує необхідність драстичних змін в освітній системі не лише в Україні, але й в інших країнах західної цивілізації. Перше, жінки не мають права викладати в школі. Друге, хлопці і дівчата повинні вчитися окремо за окремими програмами. Третє, головною ціллю школи має бути не навчання, а духовне і фізичне виховання. Праця (сад, комп'ютер, куховарення), спорт (ігри з м'ячем, плавання, шахи) та багатомовний театр (музика, спів, танець, малювання, поезія) складають головний напрям занять. Головна ідея книги: вчитель та школа винуваті в усіх бідах і проблемах суспільства.
У 2006–2008 рр. здійснив дворічні мандри Китаєм, проїхавши китайськими шляхами понад 20 тисяч кілометрів. Під час мандрів написав серію подорожніх начерків, які публікувалися в газеті «Пост-Поступ» (під псевдонімом, з міркувань безпеки, мандруючи на той час Китаєм), а також на сайті Хай-Вей.
У 2007–2010 роках розробив перший в Україні інтернет-курс китайської мови на сайті Хай-Вей.
Створив і вів (разом з сином Дереґою Данилом Ярославовичем) перший в Україні радіо-курс англійської мови на радіостанції «Вільне слово з України» в 1990 році.
Нині веде факультативний курс китайської мови у Львівському Національному Університеті імені Івана Франка.

### Книги
- «Китайська грамота для дорослих». Львів, Декамерон-2002, 2006, 924 стор., ISBN 966-96481-0-6
- «Китайська грамота для дітей від 9 до 209». Львів, Декамерон-2002, 2009, 304 стор., ISBN 966-96481-1-4
- «Знаки неба: китайська мова для дошкільнят та розумних дорослих». [3 частини, 232 стор.], Львів, Декамерон-2002, 2010
- «Євангеліє від дитинства». Львів, 108 стор., 2006.